# Samenstelling Belgische Senaat 1878-1882

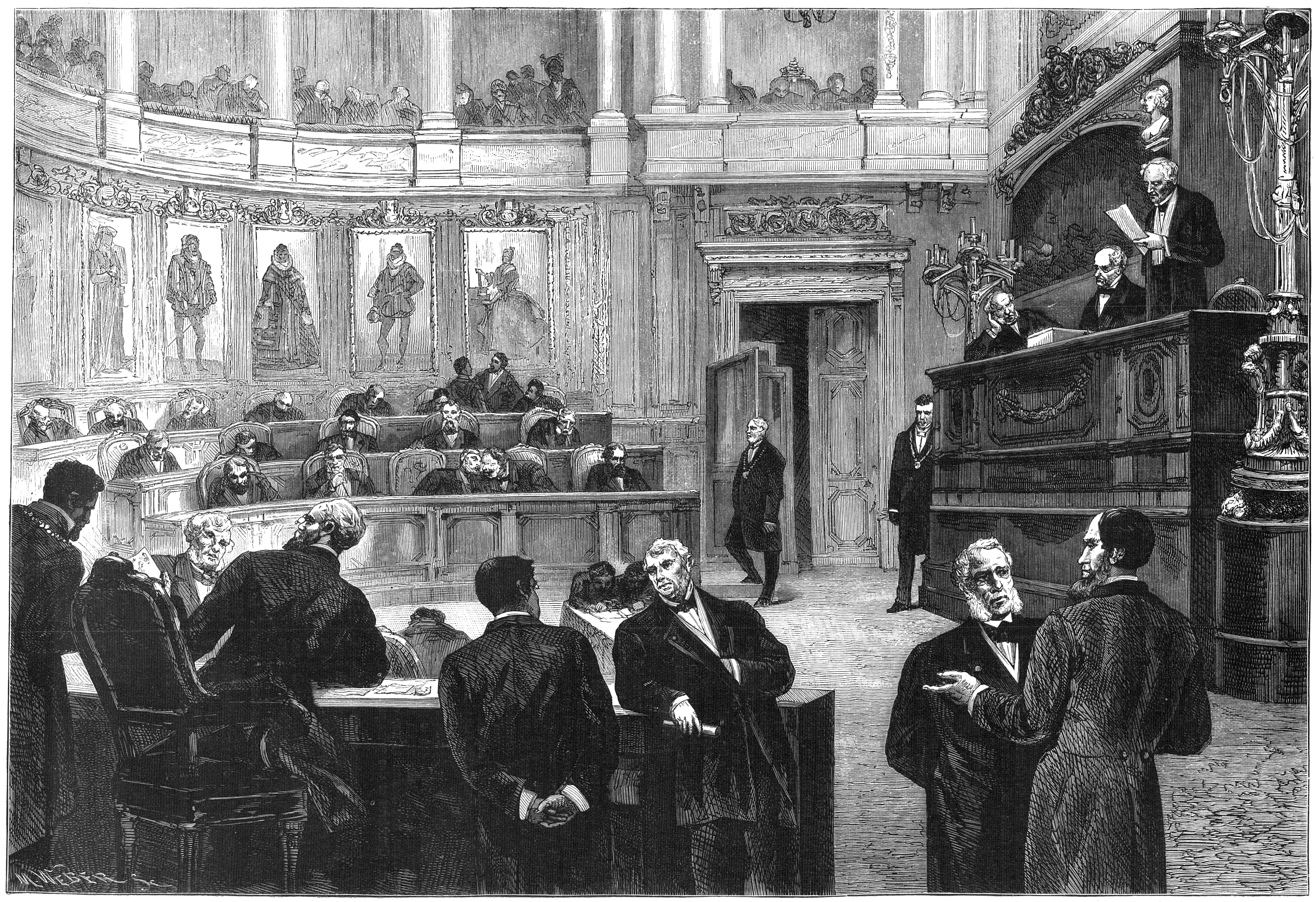
De Senaat in 1880

De lijst van leden van de Belgische Senaat van 1878 tot 1882. De Senaat telde toen 66 zetels. Het nationale kiesstelsel was in die periode gebaseerd op cijnskiesrecht, volgens een systeem van een meerderheidsstelsel, gecombineerd met een districtenstelsel. Iedere Belg die ouder dan 25 jaar was en een bepaalde hoeveelheid cijns betaalde, kreeg stemrecht. Hierdoor was er een beperkt kiezerskorps. 
De legislatuur liep van 23 juli 1878 tot 16 mei 1882 en volgde uit de verkiezingen van 11 juni 1878. Hierbij werden 33 van de 66 senatoren verkozen, meer bepaald in de kieskringen Antwerpen, Mechelen, Turnhout, Brussel, Leuven, Nijvel, Kortrijk, Brugge, Tielt, Roeselare, Ieper, Veurne-Oostende, Diksmuide, Namen, Dinant, Philippeville, Aarlen-Bastenaken-Marche en Neufchâteau-Virton. 
Tijdens deze legislatuur was de regering-Frère-Orban II (juni 1878 - juni 1884) in functie. Dit was een liberale meerderheid.

## Samenstelling
| Begin legislatuur (1878) | Begin legislatuur (1878) | Begin legislatuur (1878) | Einde legislatuur (1882) | Einde legislatuur (1882) | Einde legislatuur (1882) |
| Fractie                  | Fractie                  | Zetels                   | Fractie                  | Fractie                  | Zetels                   |
| ------------------------ | ------------------------ | ------------------------ | ------------------------ | ------------------------ | ------------------------ |
|                          | Liberalen                | 36                       |                          | Liberalen                | 35                       |
|                          | Katholieken              | 30                       |                          | Katholieken              | 31                       |

Wijzigingen in fractiesamenstelling:
- In september 1879 overlijdt de liberaal Jules Boyaval. Zijn opvolger wordt de katholiek Léon Van Ockerhout, verkozen op 14 oktober 1879.
- In 1880 overlijdt de katholiek Frédéric de Kerchove. Zijn opvolger wordt de liberaal Prosper Vanden Kerchove.
- In 1881 overlijdt de liberaal François Dhanis. Zijn opvolger wordt de katholiek John Cogels.

## Lijst van de senatoren
| Senator                        | Partij    | Aanduiding                   | Kieskring                | Opmerkingen |
| ------------------------------ | --------- | ---------------------------- | ------------------------ | --- |
| John Cogels                    | Katholiek | Rechtstreeks gekozen senator | Antwerpen                | Vervangt vanaf 23 februari 1881 de overleden François Dhanis (Liberaal). |
| Gustave Van Havre              | Liberaal  | Rechtstreeks gekozen senator | Antwerpen                | |
| Constantin Biart               | Liberaal  | Rechtstreeks gekozen senator | Antwerpen                | Secretaris vanaf 3 augustus 1880. |
| Jean-Baptiste Everaerts        | Liberaal  | Rechtstreeks gekozen senator | Antwerpen                | |
| Ludovic-Marie d'Ursel          | Katholiek | Rechtstreeks gekozen senator | Mechelen                 | |
| François de Cannart d'Hamale   | Katholiek | Rechtstreeks gekozen senator | Mechelen                 | |
| Charles de Merode-Westerloo    | Katholiek | Rechtstreeks gekozen senator | Turnhout                 | Voorzitter van de commissie Openbare Werken. |
| Pierre Piron                   | Liberaal  | Rechtstreeks gekozen senator | Brussel                  | Vervangt vanaf 21 april 1880 de overleden Hubert Dolez. |
| Joseph Van Schoor              | Liberaal  | Rechtstreeks gekozen senator | Brussel                  | Quaestor tot 11 november 1879 en voorzitter van de commissie Oorlog. |
| Charles Graux                  | Liberaal  | Rechtstreeks gekozen senator | Brussel                  | |
| Ludolphe de Renesse            | Liberaal  | Rechtstreeks gekozen senator | Brussel                  | Vervangt vanaf 24 maart 1879 de overleden Nicolas Reyntiens. |
| Jean Crocq                     | Liberaal  | Rechtstreeks gekozen senator | Brussel                  | |
| Jonathan-Raphaël Bischoffsheim | Liberaal  | Rechtstreeks gekozen senator | Brussel                  | |
| François De Vadder             | Liberaal  | Rechtstreeks gekozen senator | Brussel                  | Quaestor vanaf 3 augustus 1880. |
| Edmond Willems                 | Katholiek | Rechtstreeks gekozen senator | Leuven                   | Vervangt vanaf 26 mei 1879 de overleden Jean-Marie de Man d'Attenrode. Willems was quaestor van 11 november 1879 tot 3 augustus 1880. |
| Maximilien Michaux             | Katholiek | Rechtstreeks gekozen senator | Leuven                   | Vervangt vanaf 3 augustus 1880 de overleden Auguste d'Overschie de Neeryssche. D'Overschie was quaestor tot 11 november 1879. |
| Arsène Pigeolet                | Liberaal  | Rechtstreeks gekozen senator | Nijvel                   | |
| Jan Verheyden                  | Liberaal  | Rechtstreeks gekozen senator | Nijvel                   | |
| Léon van Ockerhout             | Katholiek | Rechtstreeks gekozen senator | Brugge                   | Vervangt vanaf 11 november 1879 de overleden Jules Boyaval (Liberaal). |
| Charles de Coninck de Merckem  | Katholiek | Rechtstreeks gekozen senator | Diksmuide                | |
| Thierry de Limburg Stirum      | Katholiek | Rechtstreeks gekozen senator | Veurne-Oostende          | |
| Jules Joseph d'Anethan         | Katholiek | Rechtstreeks gekozen senator | Tielt                    | Ondervoorzitter tot 3 augustus 1880 en voorzitter van de commissie Justitie. |
| Ernest Solvyns                 | Katholiek | Rechtstreeks gekozen senator | Roeselare                | |
| Paul de Bethune                | Katholiek | Rechtstreeks gekozen senator | Kortrijk                 | |
| Jules Lammens                  | Katholiek | Rechtstreeks gekozen senator | Kortrijk                 | Vervangt vanaf 21 april 1880 de overleden Louis Bruneel. |
| Arthur Surmont de Volsberghe   | Katholiek | Rechtstreeks gekozen senator | Ieper                    | |
| Henri t'Kint de Roodenbeke     | Katholiek | Rechtstreeks gekozen senator | Eeklo                    | Secretaris tot 3 augustus 1880. |
| Prosper Vanden Kerchove        | Liberaal  | Rechtstreeks gekozen senator | Gent                     | Vervangt vanaf 9 november 1880 de overleden Frédéric de Kerchove (Katholiek). |
| Jean Casier                    | Katholiek | Rechtstreeks gekozen senator | Gent                     | |
| Napoleon Van Crombrugghe       | Katholiek | Rechtstreeks gekozen senator | Gent                     | |
| Emile de le Court              | Liberaal  | Rechtstreeks gekozen senator | Gent                     | |
| Louis Janssens-Smits           | Katholiek | Rechtstreeks gekozen senator | Sint-Niklaas             | Vervangt vanaf 10 februari 1879 de overleden Isidore Van Overloop. |
| Alfred Vilain XIIII            | Katholiek | Rechtstreeks gekozen senator | Sint-Niklaas             | |
| Adolphe Christyn de Ribaucourt | Katholiek | Rechtstreeks gekozen senator | Dendermonde              | Vervangt vanaf 24 maart 1879 Prosper Christyn de Ribaucourt, die om gezondheidsredenen ontslag neemt. |
| Oscar Pycke de Peteghem        | Katholiek | Rechtstreeks gekozen senator | Oudenaarde               | |
| Charles Van Vreckem            | Katholiek | Rechtstreeks gekozen senator | Aalst                    | |
| Jean Leirens                   | Katholiek | Rechtstreeks gekozen senator | Aalst                    | |
| François Dolez                 | Liberaal  | Rechtstreeks gekozen senator | Bergen                   | |
| Victor Tercelin                | Liberaal  | Rechtstreeks gekozen senator | Bergen                   | |
| Alfred Dethuin                 | Liberaal  | Rechtstreeks gekozen senator | Bergen                   | Vervangt vanaf 8 november 1881 de overleden Alphonse Hubert. |
| Victor Pennart                 | Liberaal  | Rechtstreeks gekozen senator | Zinnik                   | |
| Philippe Tacquenier            | Liberaal  | Rechtstreeks gekozen senator | Zinnik                   | |
| Louis Bonnet                   | Liberaal  | Rechtstreeks gekozen senator | Doornik                  | |
| Edmond Macau                   | Liberaal  | Rechtstreeks gekozen senator | Doornik                  | Vervangt vanaf 3 augustus 1880 de overleden François Sacqueleu. |
| Oscar Lepoivre                 | Liberaal  | Rechtstreeks gekozen senator | Aat                      | Vervangt vanaf 11 november 1879 Eugène de Ligne, die om gezondheidsredenen ontslag neemt. De Ligne was tot 18 juli 1879 Senaatsvoorzitter en voorzitter van de commissie Buitenlandse Zaken.                                                                                          |
| Edouard de Haussy              | Liberaal  | Rechtstreeks gekozen senator | Thuin                    | Vervangt vanaf 10 mei 1880 Paul Brouwet, die om gezondheidsredenen ontslag neemt. |
| Charles Emile Balisaux         | Liberaal  | Rechtstreeks gekozen senator | Charleroi                | Quaestor vanaf 11 november 1879. |
| Edmond Piret-Goblet            | Liberaal  | Rechtstreeks gekozen senator | Charleroi                | |
| Barthel Dewandre               | Liberaal  | Rechtstreeks gekozen senator | Charleroi                | Ondervoorzitter vanaf 3 augustus 1880. |
| Julien d'Andrimont             | Liberaal  | Rechtstreeks gekozen senator | Luik                     | Voorzitter van de commissie Openbaar Onderwijs en vanaf 3 augustus 1880 secretaris. |
| Guillaume Fléchet              | Liberaal  | Rechtstreeks gekozen senator | Luik                     | |
| Hippolyte de Looz-Corswarem    | Liberaal  | Rechtstreeks gekozen senator | Luik                     | Secretaris. |
| Frédéric Braconier             | Liberaal  | Rechtstreeks gekozen senator | Luik                     | |
| Gustave de Lhoneux             | Liberaal  | Rechtstreeks gekozen senator | Hoei                     | Vervangt vanaf 21 april 1880 de overleden Camille de Tornaco. De Tornaco was ondervoorzitter tot 11 november 1879, van 11 november 1879 tot aan zijn dood op 8 maart 1880 Senaatsvoorzitter en van 17 december 1879 tot aan zijn dood voorzitter van de commissie Buitenlandse Zaken. |
| Edmond de Selys Longchamps     | Liberaal  | Rechtstreeks gekozen senator | Borgworm                 | Ondervoorzitter van 11 september 1879 tot 3 augustus 1880, Senaatsvoorzitter vanaf 3 augustus 1880 en vanaf 28 december 1880 voorzitter van de commissie Binnenlandse Zaken. |
| Armand Collet                  | Liberaal  | Rechtstreeks gekozen senator | Verviers                 | |
| Grégoire Laoureux              | Liberaal  | Rechtstreeks gekozen senator | Verviers                 | Voorzitter van de commissie Financiën. |
| Eugène Van Willigen            | Katholiek | Rechtstreeks gekozen senator | Hasselt                  | |
| Gustave de Woelmont            | Katholiek | Rechtstreeks gekozen senator | Tongeren-Maaseik         | Secretaris tot 3 augustus 1880. |
| Philippe de Limburg Stirum     | Katholiek | Rechtstreeks gekozen senator | Aarlen-Bastenaken-Marche | |
| Edouard Charles Orban de Xivry | Katholiek | Rechtstreeks gekozen senator | Aarlen-Bastenaken-Marche | |
| Ferdinand de Loën d'Enschedé   | Katholiek | Rechtstreeks gekozen senator | Neufchâteau-Virton       | |
| Justin-Charles de Labeville    | Liberaal  | Rechtstreeks gekozen senator | Philippeville            | Secretaris tot 3 augustus 1880, ondervoorzitter vanaf 3 augustus 1880 en vanaf 21 december 1881 voorzitter van de commissie Buitenlandse Zaken. |
| Alfred d'Huart                 | Katholiek | Rechtstreeks gekozen senator | Dinant                   | Vervangt vanaf 3 augustus 1880 Edouard d'Huart, die om gezondheidsredenen ontslag neemt. Edouard d'Huart was tot 11 mei 1880 voorzitter van de commissie Binnenlandse Zaken. |
| Guillaume d'Aspremont Lynden   | Katholiek | Rechtstreeks gekozen senator | Namen                    | Van 28 december 1880 tot 21 december 1881 voorzitter van de commissie Buitenlandse Zaken. |
| Florimond de Namur d'Elzée     | Katholiek | Rechtstreeks gekozen senator | Namen                    | |